# Gryllacris fastigiata
Gryllacris fastigiata är en insektsart som först beskrevs av Carl von Linné 1758.  Gryllacris fastigiata ingår i släktet Gryllacris och familjen Gryllacrididae. Inga underarter finns listade i Catalogue of Life.